# سلطانية (منبج)
سلطانية قرية سوريّة تتبع إداريّاً لمحافظة حلب منطقة منبج ناحية مركز منبج، بلغ تعداد سكانها 681 نسمة حسب التعداد السكاني لعام 2004.